# Argalista fugitiva
Argalista fugitiva is een slakkensoort uit de familie van de Colloniidae. De wetenschappelijke naam van de soort is voor het eerst geldig gepubliceerd in 1911 door Hedley.